# End of Work
The End of Work: The Decline of the Global Labor Force and the Dawn of the Post-Market (svensk titel: Arbetets undergång: nedgången av den globala arbetskraften och gryningen för eftermarknadstiden.) är en bok av Jeremy Rifkin i vilken han förutspår att automatisering och digitalisering kommer att leda till allt färre betalda jobb. En teori som han dock fått kritik för, inte minst av debattörer som sätter stor tilltro till marknadens och kapitalismens dynamik.

## Teorin
Jeremy Rifkin beskrev i sin bok tre arbetsepoker, först jordbruksepoken, därefter industriepoken och slutligen tjänstesamhällesepoken. Under lång tid arbetade människor främst i jordbruket men från den industriella revolutionen och framåt har antalet "jobb" i den sektorn stadigt minskat, på grund av all teknik med mera. Under en period ökade industrijobben istället kraftigt, men även där tog maskinerna gradvis över så att sektorn idag inte anställer mer än en bråkdel av arbetskraften. Under efterkrigstiden har tjänstesektorn istället svällt, så att folk kunnat få arbete där istället. Men redan på 1970-talet började, enligt Rifkin, även denna sektors tillväxt att avstanna, och effektiviseringar har medfört att antalet arbetstillfällen även där minskar. Rifkin ser ett globalt problem i detta, om målet är så kallad full sysselsättning, eftersom han varken ser en återgång till jordbruk som ett realistiskt scenario eller att någon annan ny stor samhällssektor skall kunna uppstå. Han förutspår, mot bakgrund av detta, inte miljontals arbetslösa globalt, utan miljarder.